# هبوط اضطراري (برنامج)
هبوط اضطراري، برنامج قدمه هاني رمزي في أول تجربة له، ويقوم رمزي فيه بمقابلة الضيف في المطار.

## تفاصيل البرنامج
برنامج «هبوط اضطراري» تدور فكرة البرنامج حول دعوة يتم توجيهها إلى الفنانين لتصوير برنامج في قبرص ويتم توجيه هذه الدعوة من جانب المسؤولين في قناة mtv اللبنانية التي ستذيع البرنامج بالاشترك مع قناة الحياة، ويتم إبلاغ الضيف أن السفر إلى قبرص سيكون من خلال أحد مطارات بيروت، وفي المطار يلتقي هاني رمزي بضيوفه قبل الصعود للطائرة ويقنعهم بأنه حصل على دعوة مماثلة للظهور معهم بنفس البرنامج، وبعد تحليق الطائرة يبدأ المقلب حيث تتعرض الطائرة لبعض المشكلات الفنية والمطبات الهوائية ويظن الضيف أنها على وشك السقوط في البحر، واستعان هاني رمزي بفريق عمل فرنسي لتنفيذ هذا المقلب، وكانت الفنانة ميس حمدان نشرت صورة على صفحتها على الفيس بوك تجمعها بهاني رمزي، وأكدت أنها كانت أحد ضحاياه.

## ضيوف الحلقات والبرنامج
ضيوف الحلقات والبرنامج متسلسلة حسب عرضها على قناتي الحياة وقناة mtv اللبنانية׃
| الحلقة | ضيف الحلقة                     |
| ------ | ------------------------------ |
| 1      | إدوارد                         |
| 2      | مي سليم                        |
| 3      | نشوى مصطفى                     |
| 4      | محمود عبد المغني               |
| 5      | ريهام سعيد                     |
| 6      | محمد زيدان وعصام الحضري        |
| 7      | نيكول سابا                     |
| 8      | أحمد زاهر                      |
| 9      | سليمان عيد و إيمان السيد       |
| 10     | ميرفت أمين                     |
| 11     | روجينا                         |
| 12     | مجدي عبد الغني                 |
| 13     | صابرين                         |
| 14     | منذر رياحنة                    |
| 15     | أحمد سعد (مغني) و ريم البارودي |
| 16     | باسم ياخور                     |
| 17     | ميس حمدان                      |
| 18     | إيمان العاصي                   |
| 19     | عصام كاريكا                    |
| 20     | هالة فاخر                      |
| 21     | أوكا، شحتة، اورتيجا، مي كساب   |
| 22     | إلهام شاهين                    |
| 23     | ريهام حجاج                     |
| 24     | محمد عبد المنصف و لقاء الخميسي |
| 25     | دينا                           |
| 26     | شريف مدكور                     |
| 27     | مادلين مطر                     |
| 28     | ماجد المصري                    |
| 29     | سامح حسين                      |